# Julius Rodriguez

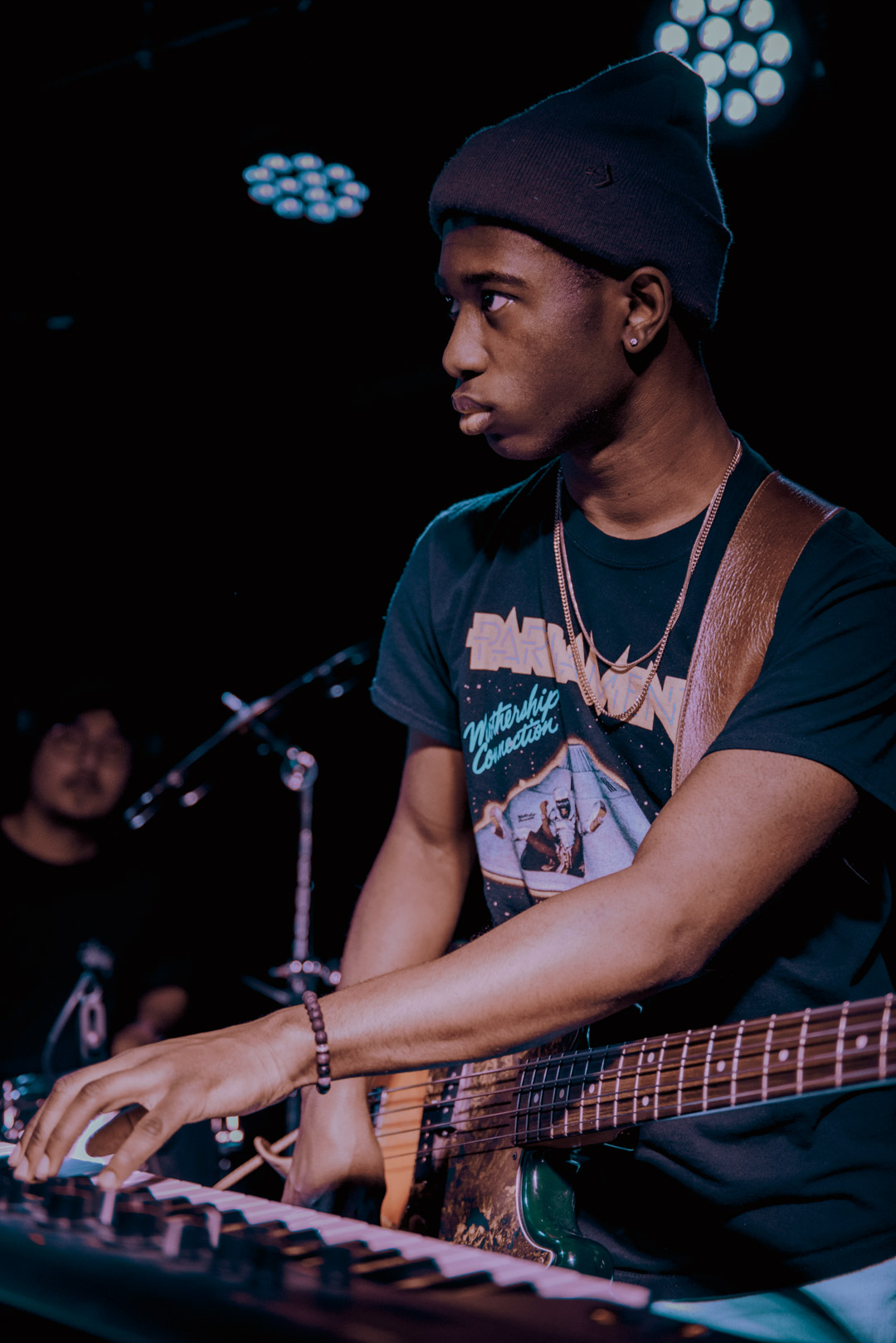
Julius Rodriguez (2019)

Julius Rodriguez (* 4. September 1998 in White Plains) ist ein amerikanischer Jazzmusiker (Piano, Keyboard, Schlagzeug, weitere Instrumente).

## Leben und Wirken
Rodriguez, der haitianischer Abstammung ist, erhielt früh klassischen Klavierunterricht. Durch seine Eltern kam er mit Jazz und Soul in Berührung. Im Alter von zwölf Jahren schrieb er sich an der Manhattan School of Music ein. 14-jährig begann er als Musiker zu arbeiten. Dann studierte er an der Juilliard School.
Rodriguez war Mitglied von Isaiah Barrs Onyx Collective; mit dieser Band begleitete er 2018 A$AP Rocky auf einer Tournee. Weiterhin hat er als Sideman mit Musikern wie Wynton Marsalis, Roy Hargrove, James Morrison, Keyon Harrold, Ben Williams, Jazzmeia Horn, Devonté Hynes, Macy Gray, Veronica Swift, Gabriel Garzón-Montano, Nick Hakim und Meshell Ndegeocello gearbeitet.
Bei Verve Records veröffentlichte er nach einigen digitalen Singles 2022 sein „facettenreiches“ Debütalbum Let Sound Tell All, an dem unter anderem Musiker wie Daryl Johns oder Ben Wolfe am Bass und Joe Saylor am Schlagzeug sowie die Sängerinnen Samara Joy, Mariah Cameron und Vuyo Sotashe beteiligt sind. 2024 folgte sein Album Evergreen.
Er ist auch auf Alben von Basstracks, Carmen Lundy, Sara Decker, Morgan Guerin, Luke Sellick, Sasha Berliner (Onyx, 2022) und Joe Farnsworth (In What Direction Are You Headed?, 2023) zu hören.